# Tierfehd

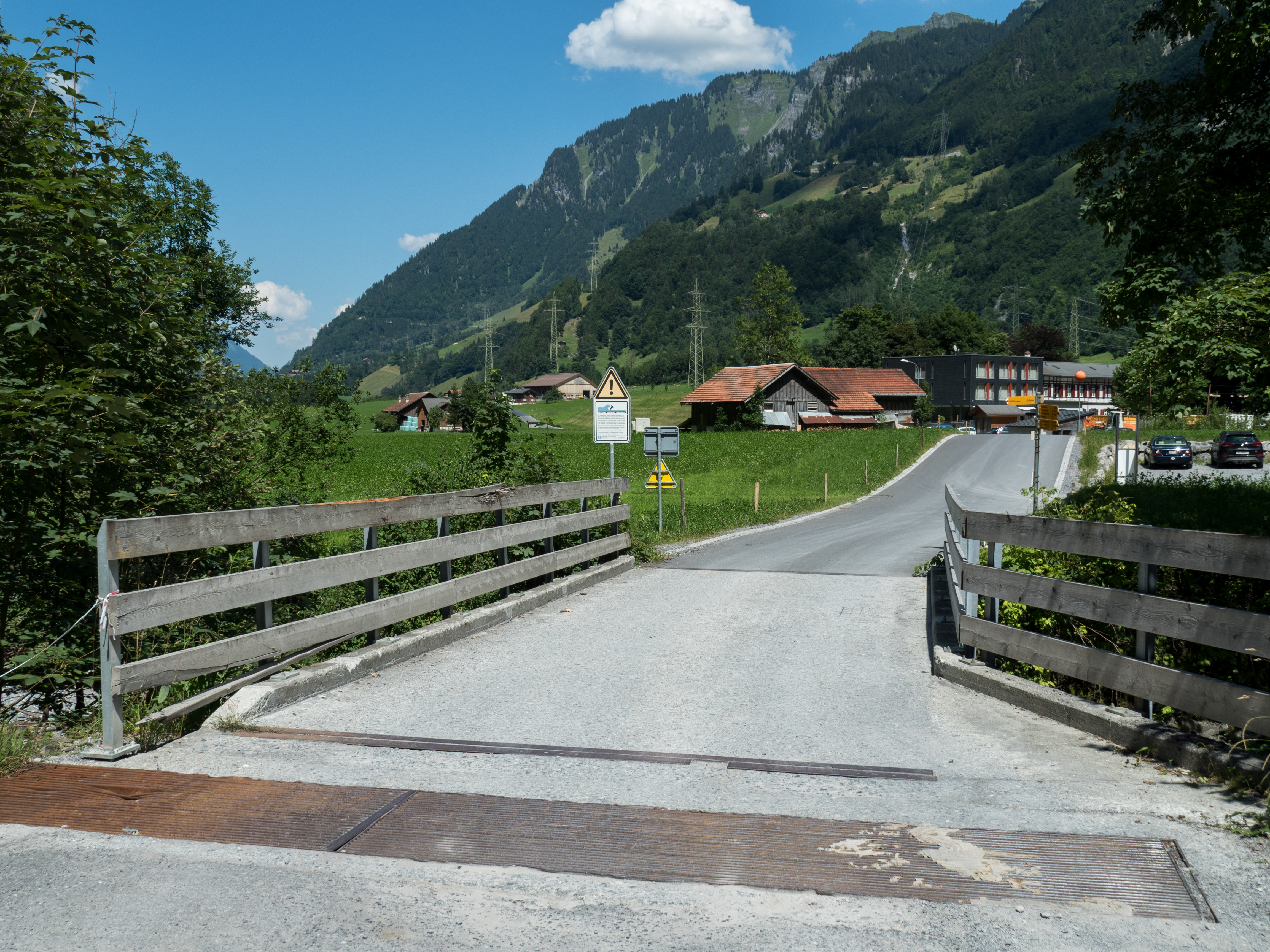
Tierfehd mit Brücke über die Linth (2018)

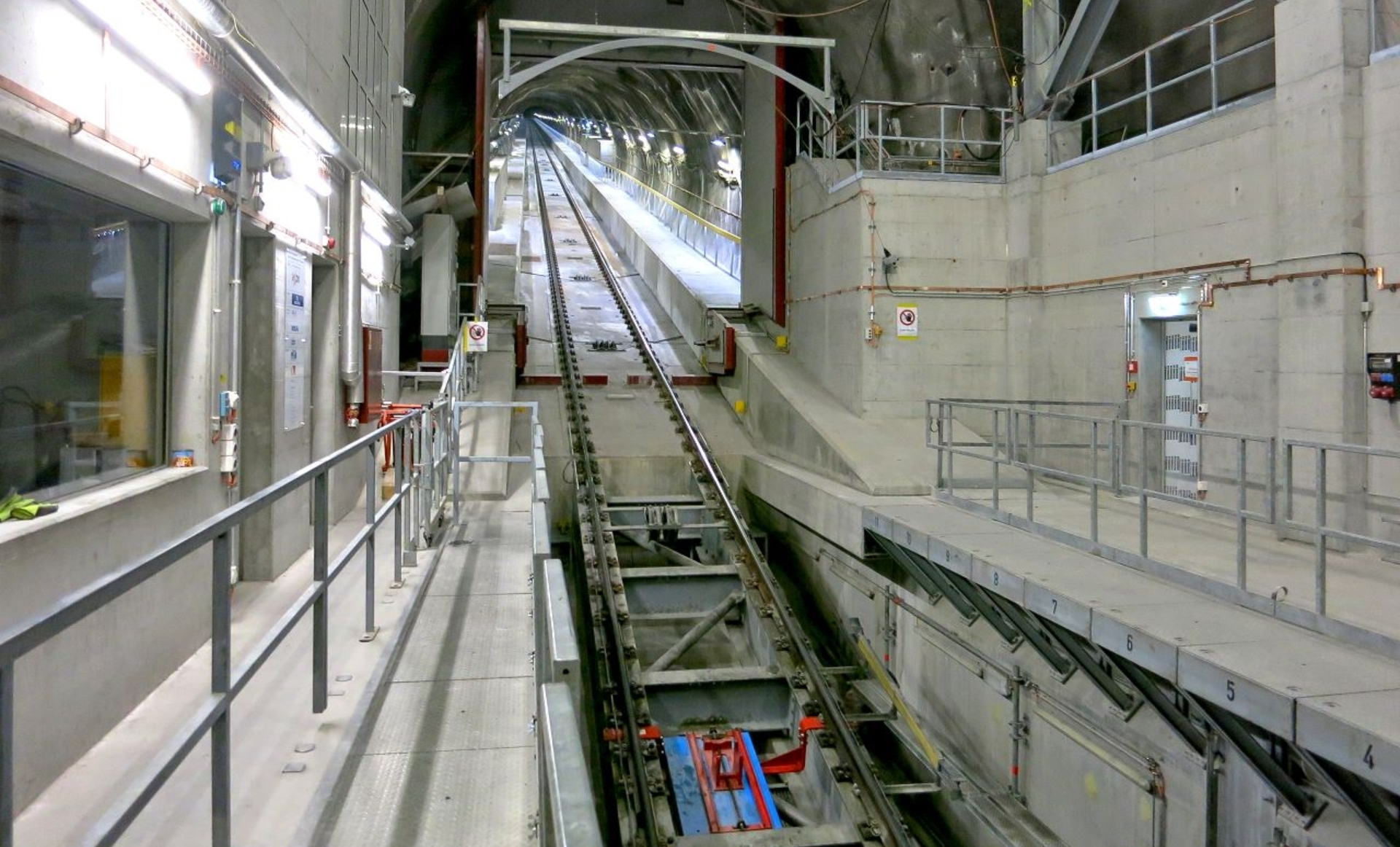
Unterirdische Standseilbahn zur Maschinenkaverne der Kraftwerke Linth-Limmern (2020)

Das Tierfehd (auch Tierfed) ist ein Ort südlich von Linthal in der Schweizer Gemeinde Glarus Süd.
Beim Tierfehd befinden sich die Ausgleichsbecken der Kraftwerke Linth-Limmern. Das Hotel Tödi im Tierfehd ist ein Kulturgut regionaler Bedeutung. Es wurde 1860 als Kurhotel für die Gäste des Schwefelbads Stachelberg erbaut und gehört mittlerweile der Axpo Power.